# Penrith Whitewater Stadium
Das Penrith Whitewater Stadium ist eine künstliche Wildwasseranlage und befindet sich in Penrith, ca. eine Autostunde westlich von Sydney, Australien. Das Stadion wurde für die Kanuslalom-Wettbewerbe der Olympischen Spiele 2000 in Sydney erbaut. Die Wildwasseranlage ist Teil des „Penrith Lake Scheme“ in der Nähe von Cranebrook, New South Wales, und grenzt an das Internationale Regatta-Zentrum von Sydney. Als Wasserquelle dient der Anlage und den angrenzenden Seen sowohl Regen- als auch Grundwasser.
Die Anlage selbst wurde in der Form eines „U“ gebaut, hat eine Länge von 320 Meter und einen Höhenunterschied zwischen Start und Ziel von 5 Metern. Dabei ist der aus Beton gebaute Kanal 0,8 bis 1,2 Meter tief und 8 bis 12 Meter breit. Mittels eines Förderbandes zwischen Ziel- und Startpool ist ein komfortabler Transport der Boote möglich. Dabei muss der Sportler sein Raft oder Kanu nicht verlassen.
Die Anlage verfügt über sechs 300 kW starke Propellerpumpen, wobei normalerweise nur fünf betrieben werden. Jede Pumpe besitzt einer Förderleistung von je 2,8 m3/s, womit also pro Sekunde etwa 14 m3 Wasser ins Startbecken gelangt.
In dem Kanal werden sowohl fest installierte als auch verstellbare Hindernisse zur Erzeugung von künstlichen Wasserströmungen eingesetzt. Die Anlage galt bei ihrer Eröffnung als modernste der Welt und war die erste olympische Kanuslalomstrecke, bei der die Wasserströmung mit elektrischen Pumpen erzeugt wurde.
Die Gesamtkosten zum Bau der Anlage beliefen sich auf 6 Millionen AUD. Davon trug 1,5 Millionen AUD die Gemeinde Penrith, 1,5 Millionen AUD der Internationale Kanuverband (inklusive 300.000 AUD vom australischen Kanuverband) und 3 Millionen AUD der Staat Neu Süd Wales. Die ursprünglich mit 12 Mio. AUD veranschlagten Baukosten führten dazu, dass das Internationale Olympische Komitee zwischenzeitlich eine Streichung von Kanuslalom aus dem Programm der Olympischen Spiele in Erwägung gezogen wurde, was nur durch eine (bei olympischen Bauprojekten unübliche) Übernahme der Baukosten durch die Kanuverbände, Ort und Region verhindert werden konnte.
Die Anlage verfügt über ein Café und wird neben Wettkämpfen auch als Freizeitanlage für die Öffentlichkeit ganzjährig genutzt. Hier wird sowohl Rafting als auch Unterricht im Kanufahren und Wildwasser-Sicherheitstraining angeboten.